# Апрельский кризис
Апрельский кризис — общественно-политический кризис апреля 1917 года, вызванный позицией Временного правительства в отношении продолжающегося участия России в Первой мировой войне, которая вступила в противоречие с интересами народных масс, стремившихся к прекращению войны. Привёл к осложнению отношений между Временным правительством и Петроградским советом рабочих и солдатских депутатов и образованию первого коалиционного правительства с участием эсеров и меньшевиков.
Массовые антиправительственные демонстрации, произошедшие 20 апреля (3 мая) 1917 и 21 апреля (4 мая) 1917 и сопровождавшиеся эксцессами, поставили Петросовет перед необходимостью выразить своё отношение к государственной власти в стране. В Петросовете получила поддержку идея образования правительственной коалиции между буржуазными партиями и социалистическими партиями большинства Петросовета.

## Ход событий

### Вопросы войны и мира
Проблема войны и мира была одной из острейших проблем, стоявших перед российским обществом после свержения самодержавия. 15 (28) марта 1917 газета «Известия Петроградского совета рабочих и солдатских депутатов» опубликовала Манифест Петроградского Совета «К народам мира», в котором декларировались основные принципы политики Советов по вопросам войны и мира. Эти принципы были сформулированы довольно расплывчато, в форме воззвания, и поэтому не противоречили ни чаяниям широких народных масс, ни нечётко сформулированному внешнеполитическому курсу многих партийных течений, представленных в Петроградском Совете, а кроме того, позволяли интерпретировать его в выгодном для них направлении.
Исполком Петросовета от имени «российской демократии» обещал «всеми мерами противодействовать захватной политике своих господствующих классов» и призывал народы Европы к совместным выступлениям в пользу мира. «Наступила пора — говорилось в обращении — начать решительную борьбу с захватными стремлениями правительств всех стран. Наступила пора народам взять в свои руки решение вопросов о войне и мире». Несомненно, этот документ предназначался как для внешнего, так и для внутреннего пользования. Российская демократия акцентировала внимание европейской демократии на том, что с падением самодержавия исчез главный фактор шовинистической пропаганды держав центрального блока — «русская угроза» — и предлагала германским социалистам сбросить свой собственный монархический режим. Вместе с тем Манифест предупреждал, и это не могло не импонировать «оборонцам» (сторонникам курса на продолжение участия России в мировой войне), что: «Мы будем стойко защищать нашу собственную свободу от всяких реакционных посягательств, как изнутри, так и извне. Русская революция не отступит перед штыками завоевателей и не позволит раздавить себя внешней военной силой».
Манифест «К народам мира» был горячо принят самыми различными слоями общества. Как отмечал Н. Н. Суханов, даже буржуазная публика с восторгом приняла комментарии председателя Петроградского Совета Н. С. Чхеидзе к «Манифесту» — особенно его уточнение, что предложение о мире русская революция делает с винтовкой в руке и не Вильгельму, а германскому народу, в том случае, если Вильгельм будет свергнут. Следовательно, в их понимании, речь шла не о немедленном предложении мира, а о мирном предложении после германской революции.
В конце марта между Исполкомом Петросовета и Временным правительством вспыхнул конфликт, связанный с противоречиями между Манифестом, в котором осуждалась захватническая политика воюющих стран, и последовавшим через две недели заявлением министра иностранных дел П. Н. Милюкова прессе о целях войны с точки зрения правительства, в котором говорилось о намерении присоединить Галицию и обрести контроль над Константинополем, а также проливами Босфор и Дарданеллы.
Результатом конфликта стало появление компромиссного официального заявления Временного правительства о целях войны от 27 марта (9 апреля) 1917. Этот документ призван был устроить народные массы, мечтавшие о мире и одновременно успокоить союзников, заинтересованных в продолжении войны при активном участии России. Завершился конфликт публикацией документа в «Известиях» 29 марта (11 апреля) 1917 под названием «Заявление Временного правительства о войне» и подписан главой правительства Г. Е. Львовым. Возложив ответственность за неудачи предшествовавшего периода войны на царское правительство, новая власть обещала исправить тяжёлые последствия старого правления. Подчеркнув необходимость сосредоточить все усилия на защите родины и избавления её от вторгнувшегося врага, правительство заявило, что будет вместе с союзниками добиваться мира на демократических началах. «Временное правительство считает своим правом и долгом ныне же заявить, что цель свободной России — не господство над другими народами, не отнятие у них национального их достояния, не насильственный захват чужих территорий, но утверждение прочного мира на основе самоопределения народов» — утверждалось в Заявлении. В качестве примера доброй воли России говорилось о решении России снять «оковы, лежавшие на польском народе». Заявление правительства было составлено в довольно уклончивых выражениях, в нём не была употреблена сжатая и четкая формула мира — без аннексий и контрибуций — и всё же Заявление несло сильный демократический заряд и вселяло в массы надежды на скорый мир.
Месяц спустя, однако, новый спор о целях войны привёл к политическому кризису.

### 16 — 19 апреля
После того, как вернувшийся в Россию из эмиграции В. М. Чернов сообщил о сложившемся в Европе мнении, что правительство и Советы расходятся в вопросе о мире и заявил, что декларация Временного правительства об отказе от империалистических целей войны осталась незамеченной в Европе, Петроградский Совет предложил правительству направить союзникам официальную ноту с изложением своей позиции о целях войны. Как отмечал в своих мемуарах И. Г. Церетели, руководство Совета считало, что единственным содержанием Ноты будет текст заявления от 27 марта, поэтому вопрос о её редакции даже не ставился. Тем временем революционные массы Петрограда выражали всё большее недоверие курсу Петроградского Совета на сотрудничество с Временным правительством. Не осуждая непосредственно руководство Совета, эти массы требовали от него более решительной революционной политики, в том числе перехода всей власти в руки Совета, а в области внешней политики — прекращения войны, опубликования тайных договоров.
16 (29) апреля 1917 на заседание Петроградского Совета было вынесено обсуждение вопроса о «Займе Свободы», по которому позиции фракций в Совете сильно расходились. Докладчиком должен был выступить сторонник одобрения «Займа Свободы» И. Г. Церетели. Прежде, чем предоставить ему слово, председатель Совета Н. С. Чхеидзе сообщил, что Временное правительство обсуждает вопрос о необходимости разъяснения своей позиции о целях войны союзным державам и согласованное решение по этому вопросу должно было принято в течение ближайших трёх дней. В этой связи Чхеидзе предложил от имени Исполкома отложить обсуждение вопроса о займе также на три дня, чтобы иметь возможность учесть позицию Временного правительства при окончательном принятии решения Советом. Это предложение поддержал и Церетели, который заявил, что если Временное правительство подтвердит свою декларацию о целях войны от 27 марта (9 апреля) 1917 официальной нотой правительствам союзных держав, в которой ясно и определённо заявит о своем отказе от всяких империалистических планов, то это будет третьей победой революционного пролетариата и Совета после его воззвания «К народам мира» и заявления Временного правительства о целях войны. Фракции социалистов-революционеров, народных социалистов и трудовиков поддержали решение Исполкома.
18 апреля (1 мая) 1917 Временное правительство направило правительствам Англии и Франции препроводительную ноту к Заявлению Временного правительства о целях войны, подписанную министром иностранных дел П. Н. Милюковым, в которой опровергались слухи о том, что Россия намеревается заключить сепаратный мир. Нота заверяла союзников в том, что все заявления Временного правительства, «разумеется, не могут подать ни малейшего повода думать, что совершившийся переворот повлёк за собой ослабление роли России в общей союзной борьбе. Совершенно напротив, всенародное стремление довести мировую войну до решительной победы лишь усилилось благодаря сознанию общей ответственности всех и каждого». Вечером 19 апреля (2 мая) 1917 во время своего заседания Исполком Совета получил текст ноты. Согласно воспоминаниям участников событий, он произвёл на всех «обескураживающее» и «удручающее» впечатление. Нота Милюкова явилась полной неожиданностью для Петроградского Совета и социалистических партий, поскольку, поддерживая лозунг войны до победного конца (против него выступали только большевики), они в то же время считали, что трудящиеся всех государств объединены общим интересом свергнуть «правящий класс» и поэтому надо вести борьбу с захватническими стремлениями правительств всех стран и заключить справедливый мир без аннексий и контрибуций. Большевики, выступая против войны до победного конца и требуя прекращения её немедленно, также говорили о справедливом мире без аннексий и контрибуций. Вопреки ожиданиям лидеров Исполкома, как говорил впоследствии В. С. Войтинский, «Временное правительство предпочло иной путь: игнорировать волю Советов, которые одни обладали в то время реальной силой, дающей право говорить от имени страны и вопреки им прокламировать от имени России такие обязательства, которые ничего не могли изменить в общеевропейской политике, а внутри, в России, должны были прозвучать как вызов цензовых кругов народным массам». В. М. Чернов свидетельствовал: «Нота Милюкова буквально потрясла большинство Совета. Оно расценило это как намеренный удар в спину, провокацию и вызов. По мнению Церетели: «Если бы Милюков задался целью вызвать разрыв между Советами и правительством, лучшего средства для этого, чем его нота, он найти не мог».
Большинство выступивших членов Исполкома осуждало появление ноты, требовало «заставить» правительство публично отказаться от империалистических планов и отправить в отставку Милюкова. В числе критиков правительства оказались не только большевики и представители других левых партий в Исполкоме, но и его верные сторонники. Высказывались предложения Советам свергнуть правительство и взять власть в свои руки. Однако никакого определённого решения на закончившемся уже к утру 20 апреля (3 мая) 1917 заседании Исполкома не было принято. Его руководители даже не решились пойти на то, чтобы помешать публикации ноты в печати, опасаясь открытого конфликта с Временным правительством. Было ясно лишь то, что необходимо как можно скорее найти выход из тупиковой ситуации. По утверждению Церетели, все члены Исполкома, включая левое крыло, искренне боялись отставки правительства и всеми силами стремились его сохранить, а «представители большинства Исполнительного комитета понимали, что нельзя требовать, чтобы правительство дало нам удовлетворение в форме, его унижающей». Эта формула Церетели стала основой для вывода правительства из кризисной ситуации.

### 20 апреля
Утром Исполком Совета снова собрался на заседание. Начиная его, Чхеидзе сообщил, что, по имеющейся у него информации, правительство намерено уйти в отставку. Большинством голосов было решено направить к правительству делегацию от Исполкома и не принимать никаких решений по поводу ноты Милюкова до выяснения положения вещей при личном обмене мнениями с Советом министров.
Тем временем в Петрограде обстановка была тревожной: рабочие кварталы и солдатские казармы были взбудоражены нотой Временного правительства, напечатанной в утренних газетах. Как писал в своих воспоминаниях Войтинский, с утра в Таврический дворец, где на экстренное заседание был созван Петросовет, стали поступать сообщения о том, что «заводы один за другим останавливаются, рабочие собираются на митинги, где раздаются призывы идти к Мариинскому дворцу требовать отставки Милюкова; ещё сильнее возбуждение в казармах — солдаты разбирают ружья, требуют от Исполнительного комитета указаний, что делать. Чхеидзе сидел за столом президиума мрачный, раздражённый и по мере поступления тревожных известий повторял всё с большей яростью: „Вот что он наделал этой нотой!“ Нужно было тушить пожар и мы принялись за работу. Звонили по телефону в районные Советы, на заводы, в казармы, посылали людей во все концы города». Благодаря авторитету Петроградского Совета страсти удалось немного успокоить.
Особенно напряжённая обстановка сложилась на площади перед Мариинским дворцом — резиденцией Временного правительства. Явившиеся первыми на площадь солдаты запасного батальона Финляндского полка, окружив дворец, требовали отставки Милюкова, днём дворец был осаждён возмущёнными солдатами других частей, присоединившихся к финляндцам, а к вечеру в многотысячной солдатской массе появились транспаранты с лозунгом «Долой Временное правительство». Однако до вооружённого столкновения и ареста правительства дело не дошло: прибывшим на площадь М. И. Скобелеву и А. Р. Гоцу вместе с главнокомандующим Петроградским гарнизоном генералом Л. Г. Корниловым удалось уговорить солдат вернуться в свои казармы и не устраивать никаких выступлений до окончательного решения Совета.
Поздним вечером, перед встречей представителей Исполкома Петросовета с членами Временного правительства, у подъезда Мариинского дворца собрались многочисленные сторонники Временного правительства.
Открывший встречу министр-председатель правительства Г. Е. Львов отклонил все обвинения Совета в том, что оно не выполняет свою программу. Выступившие затем военный министр А. И. Гучков, министр земледелия А. И. Шингарёв, министр финансов М. И. Терещенко, министр путей сообщения Н. В. Некрасов, как впоследствии писала меньшевистская «Новая жизнь», обрисовали «мрачную картину хозяйственного разложения страны». Выступления министров произвели на представителей Исполкома сильное впечатление, их действительно напугала угроза отставки кабинета и в связи с этим возможная перспектива взятия власти Советами. Выступившие Н. С. Чхеидзе и И. Г. Церетели критиковали ноту за неприемлемые для Совета рабочих и солдатских депутатов положения («война до победного конца» и др.), однако дали понять, что считали бы возможным ограничиться направлением союзникам ещё одной ноты, разъясняющей «наш основной лозунг — „Мир без аннексий и контрибуций“», «чтобы у наших союзников не получилось неправильного впечатления». П. Н. Милюков, однако, заявил, что ни о какой новой ноте не может быть и речи: «если мы будем применять по отношению к иностранным державам, с которыми связаны целым рядом сложных и жизненных взаимоотношений, такие приёмы, то мы встретим с их стороны самый решительный отпор». Милюкова поддержал князь Львов, заявивший: «Временное правительство почтёт своим долгом скорее сложить свои полномочия, чем пойти на такой шаг, который является недопустимым и может грозить самыми чреватыми последствиями». Эта твердая позиция возымела своё действие, и Чхеидзе и Церетели заявили, что они готовы удовлетвориться тем, что правительство «должно немедленно разъяснить русским гражданам содержание ноты союзникам».
Формально в результате затянувшейся до утра 21 апреля (4 мая) 1917 встречи никакого решения не было принято, но принципиальное согласие было достигнуто: Временное правительство выработает текст разъяснения своей ноты союзникам и направит его в Исполком.

### 21 — 22 апреля
21 апреля (4 мая) 1917 кадеты опубликовали воззвание своей партии к населению, в котором заявили о «поднявшей голову анархии, требующей отставки Милюкова», хотя тот пользуется поддержкой всего правительства и призывали граждан выразить одобрение правительству и спасти страну от анархии. Эсеры и меньшевики расценили это воззвание как провокацию, поскольку, как они считали, оно явно имело стремлением разжечь гражданскую войну. В свою очередь, Петроградская общегородская конференция РСДРП(б), проходившая в эти дни, приняла решение призвать рабочих и солдат к проведению мирной демонстрации — в то же время часть большевиков считала возможным воспользоваться ситуацией для свержения Временного правительства. На заседании ЦК РСДРП(б) 21 апреля большевики опровергли обвинение в свой адрес в том, что они грозят гражданской войной и призвали к мирным дискуссиям и мирным демонстрациям.

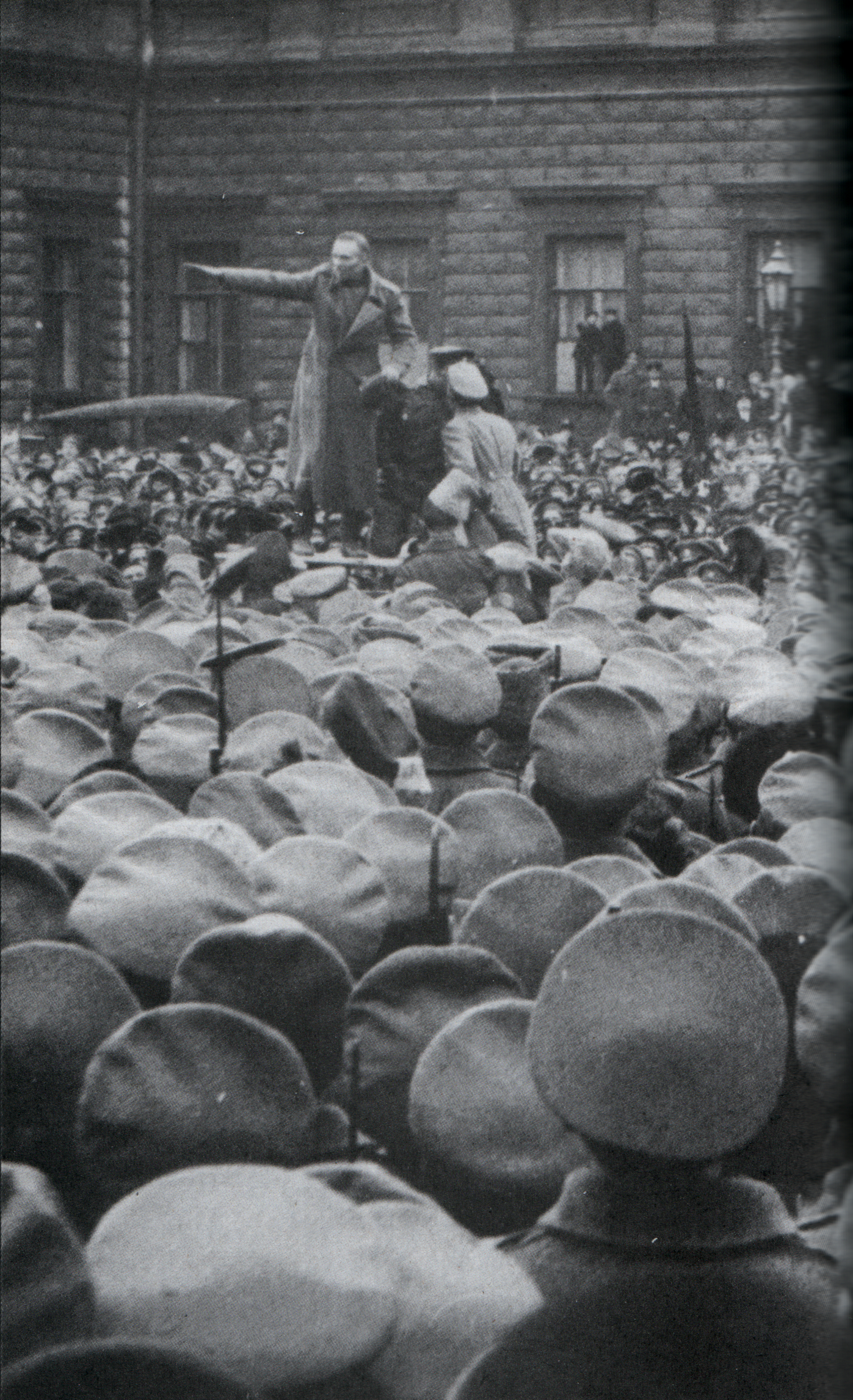
Ф. Ф. Линде направляет солдат Финского полка в сторону Мариинского дворца - резиденции Временного правительства. 21 апреля (4 мая) 1917 года

В Петрограде инициаторами новых протестов стали рабочие Выборгской стороны, где на многочисленных митингах и собраниях было принято решение организовать общероссийскую демонстрацию в поддержку Совета. Узнав о готовящейся антиправительственной демонстрации, Бюро Исполкома Совета направило своих представителей с целью не допустить её проведения. Перед рабочими выступил сам Чхеидзе, призывая их повернуть назад, но демонстрация двинулась дальше. Не удалось предотвратить рабочие демонстрации и в других районах. Со всех концов города они стекались на Невский проспект. Уже в ходе демонстрации Петроградским комитетом партии большевиков был выставлен лозунг немедленного свержения Временного правительства.
Собравшись днём на заседание, Исполком Совета принимал отчаянные усилия, чтобы не допустить выхода Петроградского гарнизона на улицы. Во время заседания было получено срочное сообщение о том, что генерал Корнилов распорядился вызвать войска на Дворцовую площадь. Такое приказание действительно получило Михайловское артиллерийское училище, которому предписывалось выслать две батареи на Дворцовую площадь, однако общее собрание офицеров и солдат отказалось исполнять приказание. Исполком поручил Чхеидзе немедленно связаться с Корниловым и довести до его сведения, что Исполком категорически против вызова войск на Дворцовую площадь и требует их отзыва в казармы. Одновременно был образован штаб, члены которого имели право подписывать приказы о выводе войск из казарм. В воинские части была направлена телефонограмма, в которой содержался призыв к солдатам не покидать казарм с оружием в руках без распоряжения Исполкома.
Подчинившись распоряжению Исполкома и не приняв организованного участия в демонстрации, солдаты Петроградского гарнизона были взбудоражены тем, что происходило на улицах.
Приняв экстренные меры по предотвращению эксцессов на улицах Петрограда, которых тем не менее избежать не удалось (в конечном счёте противостояние демонстрантов, часть из которых защищала Временное правительство, а другая — выступала против него, привело к взаимным вооружённым столкновениям и первым жертвам после Февральской революции), Исполком Петросовета приступил к обсуждению поступившего от Временного правительства разъяснения его ноты союзникам. В этом разъяснении, опубликованном на следующий день в печати, подчёркивалось, что нота долго и тщательно обсуждалась Временным правительством и была принята единогласно; во-вторых, делалась попытка объяснить, что тезис о решительной победе над врагами означал всего лишь достижение целей, заявленных в декларации 27 марта: «…не господство над другими народами, не отнятие у них национального их достояния, не насильственный захват чужих территорий, но утверждение прочного мира на основе самоопределения народов». Левая оппозиция в Исполкоме заявляла, что полученный ответ «не разрешает конфликта между правительством и Советом», но большинством голосов (34 против 19) «инцидент» с нотой был признан Исполкомом «исчерпанным». Резолюцию поддержали трудовики, народные социалисты, социалисты-революционеры, меньшевики-оборонцы и часть меньшевиков-интернационалистов. Против голосовали большевики и часть меньшевиков-интернационалистов.
Вечером состоялось общее собрание Петросовета, на котором присутствовало более 2 тыс. депутатов. Предложенная Исполкомом резолюция, предлагавшая считать инцидент исчерпанным, вызвала ожесточённые прения, но была принята подавляющим большинством депутатов. С критикой резолюции выступили в первую очередь представители большевистской фракции. Л. Б. Каменев заявил, что нет никаких оснований доверять Временному правительству. А. М. Коллонтай огласила резолюцию ЦК большевиков, которая называла политику Исполкома «глубоко ошибочной», предлагала устроить народное голосование по районам Петрограда для выяснения отношения к ноте Временного правительства, видела выход в передаче власти революционному пролетариату. Большевикам оппонировали представители фракций эсеров и меньшевиков, выступления которых получили одобрение большинства депутатов. Главным критиком большевиков выступил В. М. Чернов, предостерегавший против преждевременного взятия власти Советами. Предложение принять от имени Совета резолюцию, требовавшую в целях «предотвращения смуты, грозящей революции», запретить в течение двух ближайших дней «всякие уличные митинги и манифестации», было принято депутатами почти единогласно.
Демонстрации, организованные большевиками, прошли 21 и 22 апреля также в Москве, Иваново-Вознесенске, Твери, но, как и в Петрограде, поддержки у эсеров и меньшевиков не имели. Так, в Москве уже к концу дня 21 апреля группы демонстрантов из некоторых воинских частей и фабрик с красными знамёнами направились к центру города. В отдельных местах произошли их столкновения с манифестантами, выступавшими в защиту Временного правительства. Исполком Московского Совета рабочих и солдатских депутатов, признавая, что серьёзность положения требует полной согласованности действий и организованных выступлений, выразил надежду, что рабочие и солдаты гарнизона Москвы покажут свою организованность и воздержатся от выступлений вплоть до особого призыва Совета. Моссовет направил также в Советы губерний телеграммы следующего содержания: «Призываем воздержаться от каких бы то ни было неорганизованных местных уличных выступлений и забастовок». 22 апреля на собрании Рязанского Совета рабочих депутатов было решено обратиться к населению города Рязани с воззванием, в котором просить «по возможности воздержаться от неорганизованных выступлений без ведома рабочих и солдатских депутатов». Подобную линию вело подавляющее большинство Советов рабочих и солдатских депутатов России.

### 23 — 29 апреля
Высочайший авторитет, которого Совет рабочих и солдатских депутатов и его лидеры добились за полтора месяца, прошедшие после революции, на этот раз позволил ему одержать полную и безоговорочную победу над протестными настроениями. Никаких выступлений и столкновений на улицах столицы больше не было: ни рабочие кварталы, ни воинские части не ослушались своего органа власти. Н. Н. Суханов писал по этому поводу: «Наступило мгновенно „успокоение“ и полный, безупречный порядок… Если красноречив тот факт, что народный Совет в пять минут сроку, простым поднятием рук мог устранить антинародное правительство, то ещё более внушительна картина укрощения народной бури тем же Советом в те же пять минут».
После того, как благодаря усилиям лидеров Петроградского Совета конфликт между Советом и Временным правительством был урегулирован, 24 апреля (7 мая) 1917 приглашённый на Бюро Исполкома Совета министр юстиции А. Ф. Керенский сообщил о возможной «реконструкции отношений между властью и демократией» — «усилении правительства элементами, которые взяли бы на себя … формальную ответственность за ход государственных дел». Эти слова означали приглашение членам Исполкома войти в правительство. 
На VII Всероссийской (Апрельской) конференции РСДРП(б), открывшейся 24 апреля, Ленин говорил: «Мы желали произвести только мирную разведку сил неприятеля, но не давать сражения, а ПК [Петроградский комитет] взял чуточку левее, что в данном случае есть, конечно, чрезвычайное преступление». 
26 апреля (9 мая) 1917 был опубликован официальный документ — декларация Временного правительства. Констатируя, что сложившееся положение вещей «угрожает привести страну к распаду» и что «перед Россией встает страшный призрак междоусобной войны и анархии», правительство обещало, что «с особой настойчивостью возобновит усилия, направленные на расширение его состава путём привлечения к ответственной государственной работе тех активных творческих сил страны, которые ранее не принимали прямого и непосредственного участия в управлении государством».
27 апреля (10 мая) 1917 председатель Петросовета Чхеидзе получил официальное письмо от главы Временного правительства князя Львова, который, ссылаясь на опубликованную накануне правительственную декларацию, обращался «с просьбой довести информацию об указанных предположениях до сведения Исполнительного комитета и партий, представленных в Совете рабочих и солдатских депутатов». По совпадению, в тот же день Ю. О. Мартов направил из Цюриха от имени заграничного секретариата Оргкомитета меньшевиков следующую телеграмму: «Телеграфируйте Чхеидзе наше мнение — всякое участие в коалиционном правительстве недопустимо».
28 апреля (11 мая) 1917 состоялось совместное собрание Исполкома Петросовета и делегатов Исполкома Моссовета для пересмотра вопроса о вступлении представителей социалистических партий или Исполкома Петросовета в состав Временного правительства (Моссовет и его Исполком уже высказались к этому времени против участия в коалиционном правительстве). Прения продолжались несколько часов. Главным поборником создания коалиционной власти выступил видный меньшевик Б. О. Богданов, назвавший себя «представителем меньшинства в Организационном комитете» (меньшевиков). Было решено: «… Мы формулируем ближайшие задачи власти; при условии принятия этих условий мы должны гарантировать ей поддержку и это содействие отольём в прочную форму». В комиссию по выработке условий к официальной власти были выбраны И. Г. Церетели, Н. С. Чхеидзе, А. Р. Гоц, Н. Н. Суханов, Л. Б. Каменев.
29 апреля (12 мая) 1917 ушёл в отставку военный министр А. Гучков. Конференция РСДРП(б) закрылась принятием политической программы партии, основанной на «Апрельских тезисах» В. И. Ленина.

### Последующие события
Временное правительство, выразив в своём официальном заявлении по поводу отставки Гучкова сожаление, что военный министр «признал для себя возможным единоличным выходом из состава Временного правительства сложить с себя ответственность за судьбу России», отметило, что «с привлечением новых представителей демократии восстановится единство и полнота власти, в которых страна найдёт своё спасение»; одновременно сторонники коалиции в Исполкоме развили бурную деятельность, в результате которой вечером 1 (14) мая 1917 было созвано экстренное заседание Исполкома, на которое был приглашён А. Ф. Керенский. Керенский, представив членам Исполкома безрадостную картину хозяйственной и финансовой разрухи, заявил, что только коалиционное правительство может спасти государство. Его поддержал И. Г. Церетели, признавший, что создавшаяся обстановка делает необходимым вступление представителей Совета рабочих и солдатских депутатов в состав правительства. Это означало, что в Исполкоме эта точка зрения наконец-то получила большинство. От партий за образование коалиции высказались фракции меньшевиков, эсеров, народных социалистов и трудовики; против — большевики и меньшевики-интернационалисты. При поимённом голосовании за коалицию голосовали 44 члена Исполкома, против — 19 и 2 воздержались. Была избрана делегация для переговоров с Временным правительством, куда вошли меньшевики И. Г. Церетели, Н. С. Чхеидзе, Ф. И. Дан, Б. О. Богданов, В. С. Войтинский, эсеры Н. Д. Авксентьев, А. Р. Гоц, В. Н. Филипповский, народный социалист A. В. Пешехонов, трудовики Л. М. Брамсон и B. Б. Станкевич, а также представитель фракции большевиков Л. Б. Каменев (в целях информации).
Как указывают исследователи, ключевую роль в принятии сложного и мучительного решения о вхождении социалистов в правительство сыграл И. Г. Церетели, ставший после возвращения из сибирской ссылки неофициальным лидером Исполкома Петроградского Совета. Ему удалось в короткий срок объединить и усилить позиции «революционных оборонцев» в Исполкоме и привлечь на свою сторону представителей других фракций, исходя из концепции особой роли, которую призваны сыграть Советы и социалистические партии в объединении разрозненных прогрессивных сил с целью трансформации политической системы России.
2 (15) мая 1917 под давлением других членов Временного правительства за Гучковым последовал и Милюков. Именно этого в дни апрельского кризиса добивались рабочие и солдаты, стоявший за ними Петроградский Совет и его Исполком.
Вопреки ожиданиям противников коалиции, согласие Петроградского Совета на дальнейшие переговоры с Временным правительством об образовании коалиционной власти было получено сравнительно легко: позиция Исполкома была одобрена 2 (15) мая 1917 подавляющим большинством (из более чем двух тысяч депутатов лишь 100 с небольшим голосовали против).  5 (18) мая 1917 депутаты Петроградского Совета на экстренном заседании одобрили действия Исполкома по созданию коалиционной власти и утвердили кандидатуры министров-социалистов. Ими стали от партии социалистов-революционеров А. Ф. Керенский и В. М. Чернов; от партии социал-демократов-меньшевиков — М. И. Скобелев и И. Г. Церетели; от партии народных социалистов — П. Н. Переверзев и А. В. Пешехонов.
Первый правительственный кризис Временного правительства, таким образом, завершился образованием 5 (18) мая 1917 первого коалиционного правительства с участием эсеров и меньшевиков, главой которого остался Георгий Львов. Позиция Совета в целом по отношению к Временному правительству изменилась. Период прямого противостояния двух властей закончился, сменившись новым периодом — непосредственного сотрудничества.
В состав правительственной коалиции вошли:
- министр-председатель и министр внутренних дел — князь Г. Е. Львов;
- военный и морской министр — А. Ф. Керенский;
- министр юстиции — П. Н. Переверзев;
- министр иностранных дел — М. И. Терещенко;
- министр путей сообщения — Н. В. Некрасов;
- министр торговли и промышленности — А. И. Коновалов;
- министр народного просвещения — А. А. Мануйлов;
- министр финансов — А. И. Шингарёв;
- министр земледелия — В. М. Чернов;
- министр почт и телеграфов — И. Г. Церетели;
- министр труда — М. И. Скобелев;
- министр продовольствия — А. В. Пешехонов;
- министр государственного призрения — князь Д. И. Шаховской;
- обер-прокурор Святейшего Синода — В. Н. Львов;
- государственный контролёр — И. В. Годнев.

В первом коалиционном правительстве 10 мест было у буржуазных партий, 6 — у социалистов.